# 勅使河原
勅使河原（てしがわら）は、埼玉県児玉郡上里町の大字。郵便番号は369-0311。旧賀美郡勅使河原村。日本人の姓の一つとしての勅使河原もこの地名が発祥である。

## 地名の由来
勅旨田のあった河原という意味である。

## 地理
上里町西部に位置する。神流川が流れる。

## 歴史

### 沿革
かつては江戸期より存在した勅使河原村であった。
- 1876年（明治9年） - 第2次府県統合により、埼玉県の管轄となる[4]。
- 1879年（明治12年） - 賀美郡に所属する[4]。
- 1889年（明治22年）4月1日 - 町村制施行により、勅使河原村、金久保村、黛村、毘沙吐村が合併し賀美郡賀美村が成立し、賀美村の大字勅使河原となる[5]。
- 1896年（明治29年）3月29日 - 郡制の施行により賀美郡が児玉郡、那珂郡と統合し児玉郡となる[6]。
- 1954年（昭和29年）5月3日 - 賀美村が神保原村、七本木村、長幡村と合併し上里村の大字となる[7][8]。
- 1971年（昭和46年）11月3日 - 町制を施行し上里町の大字となる[7]。

## 世帯数と人口
2015年（平成27年）10月1日現在現在の世帯数と人口は以下の通りである。
| 大字     | 世帯数  | 人口    |
| -------- | ------- | ------- |
| 勅使河原 | 585世帯 | 1,671人 |

## 小・中学校の学区
町立小・中学校に通う場合、学区は以下の通りとなる。
| 番地 | 小学校             | 中学校               |
| ---- | ------------------ | -------------------- |
| 全域 | 上里町立賀美小学校 | 上里町立上里北中学校 |

## 交通

### 道路
- 国道17号

### 鉄道
地区内には鉄道は敷設されているが駅は無い。高崎線神保原駅、もしくは群馬県高崎市の新町駅が最寄り駅となっている。

## 施設
- 上里カンターレ
- 大光寺
- 丹生神社

## 関連文献
- 「勅使河原村」『新編武蔵風土記稿』 巻ノ245賀美郡ノ3。NDLJP:764012/93。